# Joseph Swan
Joseph Wilson Swan (31. říjen 1828, Bishopwearmouth – 27. květen 1914, Warlingham) byl anglický fyzik a chemik. Je jedním z vynálezců elektrické žárovky. Prvně ji předvedl roku 1878, patent získal roku 1880. Pracoval zcela nezávisle na Edisonovi a Edison v mnohém jen zdokonalil Swanovu lampu. Swanovi však nešlo o peníze a s Edisonem se o patentová práva nepřetahoval. Swanova žárovka byla pokročilejší v tom, že používala odolnější karbonizovaná celulózová vlákna, kdežto Edisonova žárovka bambusová. Edison dlouho na svých vláknech trval, nakonec začal používat rovněž celulózu. Firma, která později v rozšíření žárovky sehrála zásadní roli, koupila roku 1883 oba patenty, Swanův i Edisonův, a nazvala se Edison & Swan United Electric Light Company, často byla zkráceně nazývána Ediswan. Swan vynalezl roku 1871 též suchou fotografickou desku a roku 1879 bromidový fotografický papír. Oba vynálezy způsobily revoluci ve vývoji fotografie. Jeho bromidový papír se dodnes používá při vyvolávání černobílých snímků. Roku 1904 byl uveden do šlechtického stavu. Ve stejném roce získal Hughesovu medaili udělovanou Královskou společností.